# Сендов, Благовест
Благовест Христов Сендов (8 февраля 1932, Асеновград, Третье Болгарское царство — 19 января 2020[…]) — болгарский математик и политический деятель.

## Биография
Родился в болгарском городе Асеновграде, тогда называвшемся Станимака. Его отец — Христа Сендов — был крупным промышленником, владельцем заводов, магазина.
После государственного переворота 9 сентября 1944 года в Софии учившийся в гимназии Сендов был исключён из Союза народной молодёжи, так как его семья была близка к немцам. Это лишало Сендова возможности поступить в университет. Сендов решает сменить место жительства, чтобы при поступлении в университет не предоставлять порочащую его справку из Асеновграда.
Чтобы стать жителем Софии, Сендов начал работать в службе чистоты Благоевского райсовета. Три года спустя, после армии, Сендов поступает в Софийский университет на факультет математики. После окончания университета он остаётся работать в нём.
Незадолго до вступления Сендовым в должность ассистента случается Венгерское восстание 1956 года. Бдительные комсомольцы решают проверить всех преподавателей и история Сендова вскрывается, его увольняют.
После двух лет учительствования Сендова в школе университетские профессора подают петицию с просьбой разрешить ему быть ассистентом. Провели специально ради его приёма конкурс и не зря. В 36 лет он становится профессором университета, а ещё некоторое время спустя — ректором.
С осени 1960 года по весну 1961 года стажировался на механико-математическом факультете МГУ.

## Учёный
Работы по теории приближений, вычислительной геометрии. Автор более двухсот научных работ, 7 монографий и 30 учебников, в том числе и на русском языке. Например, он соавтор известного учебника
В. А. Ильин, В. А. Садовничий, Бл. Х. Сендов «Математический анализ».
Кандидатскую диссертацию защитил в 1964 в Софийском университете.
Стал доктором наук в 1967 году, защитив в МИАН диссертацию на тему «Аппроксимация относительно хаусдорфова расстояния». С 1974 года — член-корреспондент Болгарской академии наук, с 1981 — академик. С 1980 года — заместитель председателя, c 1988 по 1991 был председателем академии.

## Преподаватель
В начале 1960-х годов читал лекции по кибернетике членам ЦК Болгарской коммунистической партии, в том числе лично Тодору Живкову.
С 1970 по 1973 год — декан факультета математики Софийского университета. С 1973 по 1979 — ректор. Затем — профессор по численным методам.
Один из авторов проекта реформы школьного образования в Болгарии, включавшего в себя кроме всего прочего, обучение с 6 лет.

## Политик
Сендов выдвигался на президентских выборах 1992 года, но набрал всего около 2 % голосов. Позднее был спикером (1995—1997) и вице-спикером (1997—2004) Болгарского народного собрания. Его выдвинула на этот пост Болгарская социалистическая партия (БСП, бывшая Болгарская коммунистическая партия). Он никогда не состоял в коммунистической партии, но ему приписывают близкие связи с Тодором Живковым.
С 2004 года по 2009 год Сендов являлся послом Болгарии в Японии.

## Интересные случаи
Сендова (в то время, когда он был ещё молодым водителем) остановили за какое-то нарушение при проезде перекрёстка. Слегка смутившись, он объяснил милиционеру, что просто последовал примеру нескольких проехавших перед ним автомобилей.
— «А-а, но вы же, очевидно, не знаете, что это нельзя так обобщать», — категорично заявил милиционер.

## Награды
- Орден «Стара-планина» (28 февраля 2002)
- Почётный доктор МГУ (1977)
- Почётный доктор Пловдивского университета
- Иностранный член Национальной академии наук Украины (1998)
- Иностранный член Сербской академии наук (2000)